# Джон Барнс (письменник)
Джон А́ллен Барнс (англ. John Allen Barnes, 1957 р.н.) — американський письменник-фантаст.
Перша освіта — Вашингтонський університет за спеціальністю «політичні науки», друга — Університет штату Монтана (театрознавство).
Працював системним аналітиком.

## Літературна діяльність
Перший роман «The Man who Pulled Down the Sky» світ побачив у 1986 році.
У фантастичному жанрі дебютував оповіданням «Finalities Beside The Grave» у 1985 році. Усього написав та видав близько півтора десятка науково-фантастичних та фентезійних романів.
Індивідуальна моральна відповідальність у соціальному контексті, соціальна критика, питання впливу глобалізації на закриті суспільства — проблеми, які піднімає у своїх творах американський фантаст.

## Біографічні мотиви у творчості
Аллен був одружений двічі. У другій і третій книгах серії «Мільйон відчинених дверей» головний герой переживає складну сімейну ситуацію. Читачі та критики широко обговорювали, що цей сюжет відображає ситуацію в сім'ї самого Барнса, який також вимушений був долати серйозні труднощі в період другого шлюбу, що закінчився розлученням. Проте, в четвертій книзі серії з'являється «Примітка про автобіографічні риси моїх творів»: "Моя звичка опускати деякі моменти моєї біографії породила деякі чутки, що стосуються мого другого розлучення. Ці чутки безпосередньо торкаються репутації безневинної людини. Факт, що я пережив досить хворобливе друге розлучення через два роки після публікації «Earth Made of Glass», привів до появи постійних публікацій в пресі, що ця книга якраз «про те розлучення». Правда ж полягає в тому, що для опису в цій книзі подій, що сталися, я повинен був мати дар передбачення. «Earth Made of Glass» була практично готова вже в 1996, завершальна її правка сталася навесні 1997, а видана вона була в квітні 1998 року. Події ж, про які нібито йде мова в романі, сталися весною-влітку 2000 року, а саме розлучення було оформлене в 2001 році. Ні перша, ні друга моя дружина навіть не нагадують Маргарет, вигадану героїню (жодна з них не є жорстокою вбивцею, моє тривале життя з ними про це свідчить). Звичайно, багатьом читачам і критикам набагато зручніше міркувати про те, що я "мав на увазі, чим зробити правильні висновки для своєї ж власної користі з моїх творів, зокрема, з «Earth Made of Glass» і «The Merchants of Souls». Єдине, що я можу чесно сказати, це те, що книги ці були написані з метою дослідження дикунств, що зустрічаються в нашому житті. Усе це описано в моїх книгах тому, що я цікавився, так би мовити, ароматом цієї потворності. Відтоді мене стали цікавити зовсім інші «аромати».
Зараз Джон Барнс викладає в університеті Колорадо, де й живе.